# Бекешкина, Ирина Эриковна
Ири́на Э́риковна Беке́шкина (укр. Ірина Ериківна Бекешкіна; 4 февраля 1952, Ивдель, Свердловская область, РСФСР, СССР — 20 марта 2020, Киев, Украина) — украинский социолог, специалист в области политической и электоральной социологии. Директор Фонда «Демократические инициативы».

## Биография
Окончила философский факультет Киевского государственного университета имени Т. Г. Шевченко и аспирантуру Института философии АН УССР. Кандидат философских наук.
Работала научным редактором журнала «Философская мысль», младшим и старшим научным сотрудником Института философии АН УССР. С 1991 года — научный сотрудник Института социологии НАН Украины. С 1996 года — заместитель директора Фонда «Демократические инициативы», с 2001 года — его научный руководитель. Научный редактор бюллетеня «Политический портрет Украины» фонда «Демократические инициативы». Фонд «Демократические инициативы», который она возглавляет, одним из первых после провозглашения независимости Украины стал проводить экзит-поллы во время выборов. Экзит-полл, проведённый «Демократическими инициативами» во время президентских выборов 2004 года, показал масштабные фальсификации на выборах и стал одним из катализаторов «Оранжевой революции». Ирина Бекешкина была включена в список ста самых влиятельных женщин Украины по версии журнала «Фокус» в 2007 и 2008 годах.
Разработала структурную модель личности как объекта комплексного исследования и концепции электорального поведения, его особенностей на Украине.
Автор свыше 100 научных работ и большого количества публицистических публикаций.
Во время Евромайдана выступила с резкой критикой «авторитарного режима» Виктора Януковича и предрекла гражданскую войну в случае нажима правоохранителей на оппозицию.
Скончалась 20 марта 2020 года, тело было кремировано, прах похоронен в колумбарии Байкового кладбища.

## Основные работы
- Структура личности как объект комплексного исследования (1986);
- Демократизация общества и развитие личности (в соавторстве с Е. И. Головахой и В. С. Небоженко, 1992);
- Молодь і соціальні конфлікти (в соавторстве с В. П. Перебенесюком, 1994);
- Конфліктологічний підхід до аналізу ситуації в Україні (1994);
- Вибори-2002 в оцінках населення і експертів (2002, главный редактор);
- Exit-poll: парламентські вибори-1998, президентські вибори-1999, парламентські вибори-2002 (2002, главный редактор).